# 無派閥連絡会

無派閥連絡会（むはばつれんらくかい）とは、かつて存在した自由民主党の勉強会。この項目では、後身たる、無派閥有志の会についても扱う。

## 歴史
2013年1月31日、山本有二衆院予算委員長（当時）の呼び掛けで、党内の無派閥の議員の情報不足の解消を目的として結成。同日の初会合には37名の議員が出席した。参加メンバーには会長に就任した山本のほか、鴨下一郎、浜田靖一らが名を連ねた。2014年8月8日の研修会には衆参合わせて約30名が参加した。
2014年9月30日、石破茂が同会に入会、その2日後の10月2日に顧問に就任した。同会は、上述の山本、鴨下、浜田など、2012年の自民党総裁選で石破を支持した議員が中心メンバーであるため、党内からは「事実上の石破派」と結成当初から目されていたが、石破本人は、無派閥の議員がお互い助け合うことを目的とした会とし、派閥との見方を否定した。
2015年9月8日、石破は無派閥連絡会を同日付で解散し、自らの派閥を結成することを表明。同月の28日に「水月会」の名称で石破派が結成。同年11月5日、無派閥連絡会を解散したことによって、無派閥の若手議員が国会情報などが入らずに困っているのを理由として、浜田靖一や小此木八郎など、連絡会の元メンバーで水月会に加わらなかった議員が「無派閥有志の会」として活動する方針を確認した。石破を支持する議員が中心の同会は石破派の別働隊との見方もあったが、2018年自由民主党総裁選挙において石破が立候補した際には浜田や小此木は当初野田聖子を支持し、野田が推薦人を集められず立候補を断念すると現職の安倍晋三の支持に回っている。2020年自由民主党総裁選挙にて石破が4度目の立候補した際には、菅義偉の推薦人代表を小此木、選挙責任者は浜田が務めた。その後、小此木は2021年横浜市長選挙に立候補したが落選し政界引退を表明。
2023年11月になって清和会（安倍派）などがパーティー券販売のキックバックを政治資金収支報告書に記載していなかったことが問題化し、疑惑を持たれた党や内閣の要職を務める議員が次々に役職を追われる中、無派閥議員が注目されることとなり、同年12月には無派閥有志の会会長を務める浜田靖一が党国会対策委員長に就任している。